# Hiroshi Okamura
Hiroshi Okamura (em japonês:  渡辺 信三, Quioto, 10 de novembro de 1905 - 3 de setembro de 1948) foi um matemático japonês que estudava análise. Era professor na Universidade de Quioto. 
Ele descobriu condições necessárias e suficientes para unicidade de soluções para Problemas de Valor Inicial em equações diferenciais ordinárias. Ele também refinou o segundo teorema do valor médio.

## Trabalhos publicados
- Hiroshi Okamura (1941), "Sur l'unicité des solutions d'un système d'équations différentielles ordinaires", Mem. Coll. Sci., Kyoto Imperial Univ., A, 23: 225–231 (em francês)
- Hiroshi Okamura (1942), "Condition nécessaire et suffisante remplie par les équations différentielles ordinaires sans points de Peano", Mem. Coll. Sci., Kyoto Imperial Univ., A, 24: 21–28 (em francês)
- Hiroshi Okamura (1943), "Sur une sorte de distance relative à un système différentiel", Nippon Sugaku-Buturigakkwai Kizi Dai 3 Ki, 25 (0): 514–523 (em francês)
- Hiroshi Okamura (1950), "On the surface integral and Gauss-Green's theorem", Memoirs of the College of Science, University of Kyoto, A: Mathematics, 26 (9): 5–14 (póstumo)[1]